# Viagogo
Viagogo est une entreprise de droit suisse qui propose, sur le site web du même nom, l'achat et la vente en ligne de billets issu du marché gris et les revend avec une forte augmentation du prix, pour des événements divers tels que des concerts, des événements sportifs ou des festivals. Fondée à Londres en janvier 2006 et présente dans plus de 50 pays, l'entreprise a déplacé son siège social à Genève en 2012 afin d'échapper aux restrictions de la loi britannique, mais est enregistrée dans le paradis fiscal de Delaware.
En 2014, Viagogo est la première plate-forme de vente de billets au monde. Si au départ le site fonctionne comme une bourse d'échanges, le souhait de se développer ainsi que les législations de différents pays tentent de l'obliger, sans succès, à fonctionner par des accords avec les organisateurs d'événements.
Au cours des années, l'entreprise se voit plusieurs fois contestée pour ses pratiques au sein de l'Europe. Les critiques de « partenariats imaginaires », surfacturation de frais, achats massifs par des robots, tarifs exorbitants, ou vente de billets contrefaits ou non disponibles reviennent régulièrement, le site profitant de ce que la presse nomme la « naïveté des acheteurs ». Les procès sont nombreux, émanant de plusieurs pays dans le monde.

## Historique
Viagogo est créée en janvier 2006 par Eric Baker (en), titulaire d'un MBA de l'université Stanford, ancien consultant chez McKinsey et fondateur de  (en), plate-forme de vente en ligne de billets active aux États-Unis depuis 2000. Pour financer la création de sa société, enregistrée dans le Delaware, Baker bénéficie du soutien d'investisseurs privés dont Brent Hoberman, fondateur de lastminute.com, ainsi que du capital risque Index Ventures.
À l'origine, Viagogo est destinée à la revente customer to customer de billets d'événements sportifs, de spectacles et de concerts. La plate-forme permet d'avoir accès à des événements à très forte demande, notamment des événements se déroulant à guichets fermés. Elle se place donc comme un intermédiaire.
Dès la première année, Viagogo réalise de meilleurs résultats que ceux de StubHub, la première société créée par Eric Baker, au bout de trois ans. Comme Baker est un précurseur dans ce secteur sur le marché européen, la société connaît une croissance rapide et devient en quelques années le principal site de revente de billets en ligne, avec un profit annuel estimé à plus de cent millions d'euros en 2013 et une marge, sur chaque vente, d'environ un quart du prix total. Viagogo devient partenaire en 2014 de SFX, le plus gros organisateur mondial d'événements d'EDM avant que ce dernier ne rencontre des difficultés financières.
La société liquide ses actifs au Royaume-Uni en 2012, puis transfère son siège social en Suisse, où ses comptes financiers sont privés. Ce changement, qui survient juste avant les Jeux Olympiques de Londres, permet alors à l'entreprise d'échapper « aux lois britanniques interdisant la revente de billets pour les événements olympiques ».

## Fonctionnement

### Principe théorique
Le principe de base est fondé sur la garantie que le client recevra bien les places qu'il a commandées pour l'événement et que le vendeur ne recevra l'argent que si les places permettent effectivement à l'acheteur d'assister à l'événement. Pour chaque billet acheté sur le site, Viagogo récupère 25 % du prix : 15 % sont payés par le vendeur à la mise en ligne de son annonce et 10 % par l'acheteur au moment de la transaction. Grâce au succès immédiat du site en Europe, ce business model permet à l'entreprise de réaliser un chiffre d'affaires de plusieurs dizaines de millions d'euros dès 2007,.
Afin d'augmenter le volume d'échanges, Viagogo essaie à l'origine de développer des partenariats, par exemple avec les organisateurs de Roland-Garros (dénoncés plus tard) et du Masters pour en constituer le service de billetterie principal et secondaire ou avec des artistes comme Roger Waters pour organiser la vente de billets lors de sa tournée The Wall Live.

## Critiques
En quelques années, Viagogo est devenue la principale plate-forme de revente de billets sur internet. Comme les prix des billets sur le site sont fixés directement par les utilisateurs vendeurs, ils ne sont soumis à aucun contrôle et cela contribue à créer une nette hausse du prix des places au marché noir. Cela contribue donc à réserver les places des événements à forte demande à une clientèle fortunée (certaines places coûtant plusieurs milliers d'euros) alors que certains organisateurs d'événements souhaitent volontairement vendre à un prix plus bas que celui du marché pour permettre à un public plus large d'assister aux événements. La revente de billets en ligne a également une influence négative sur la fréquentation, voire sur la réputation de certains événements. Viagogo est accusé, afin de contrebalancer sa mauvaise réputation sur Trustpilot le site internet d'« avis client », de manipuler les résultats par une incitation financière. De plus, les autorités britanniques remarquent la fausse publicité faite sur Google, indiquant que Viagogo est « revendeur officiel ». Mais le site connaît malgré tout une très forte croissance malgré certains problèmes fréquents liés à la non-disponibilité des billets mis en vente, voir la vente de spectacles qui n'existent pas ou d'emplacements qui n'existent pas non plus. En raison de la mauvaise image du site de revente, Google décide de bannir Viagogo de ses publicités dès juillet 2019.

### Pratiques frauduleuses
Alors que Viagogo est vu comme un « racoleur électronique » par certains organisateurs et certains fans, la société se défend en disant qu'elle contribue activement à lutter contre la fraude, les faux billets et le racolage, et que les billets vendus sur le site ne s'échangent en moyenne qu'entre 15 et 20 % au-dessus de leur valeur de marché, ce qui semble bien en deçà de la réalité : le magazine Le Point annonçant, dans plusieurs articles, jusqu'à deux, douze ou vingt fois le prix, n'hésitant par à parler d'« arnaque » et de « marges absolument phénoménales »,,,. Le magazine Capital donne l'exemple d'un billet à 35 euros revendu 1 000. Ce principe des « prix astronomiques » et « frais exorbitants » est également souligné en Suisse par le magazine Bon à savoir. En Hongrie, les frais non prévus et représentant la moitié du prix du billet, déjà deux fois plus cher que la normale, sont soulignés ; d'autant plus qu'ils apparaissent au dernier moment.
Le site est également mal vu par les revendeurs officiels de certains billets, dont le logo figure toujours dessus, et qui n'ont pas donné d'autorisation pour cette utilisation de leurs marques. Enfin, le site diffuse en permanence de fausses informations quant à la pénurie des places, celui-ci disposant parfois de stocks importants achetés en gros et ayant l'habitude d'« utiliser certaines expressions trompeuses, comme petits prix, pas de file d’attente », soulignant la pénurie imaginaire de billets, profitant de la naïveté des acheteurs,,. La responsabilité de ces mêmes acheteurs, acceptant nombre de pratiques controversées, reste donc entière.

### Achats en masse
Si la plateforme souhaite s’afficher comme une simple bourse d'échange « entre fans », elle dispose en réalité de divers moyens professionnels pour s’approvisionner en places (dont ses propres employés), les reventes émanant d'un « premier acheteur » représentant finalement moins d'un quart des billets revendus. Parmi ses moyens pour réaliser des achats massifs, l'usage durant les ventes officielles de « botnets » ou « robot Internet » est souligné,, : « ils s'approvisionnent aussi en places grâce à des 'botnets' ou robots qui captent à grande échelle les billets mis en vente sur les sites officiels, laissant encore moins de chance aux fans d'obtenir une place à sa juste valeur » explique ainsi une conseillère du Syndicat national du spectacle musical et de variété. Ces robots sont capables d'acheter bien plus rapidement qu'un particulier, et en quantité, des billets pour un spectacle. Cristopher Millier, patron de Viagogo, décrit pourtant l'usage de ces bots comme « complètement injuste » et l'entreprise dément les utiliser. Mais l'usage de ces outils automatisés expliquerait le fait que les places se retrouvent en vente quelques minutes après que l'évènement soit annoncé « complet »,. Plusieurs observateurs de ce domaine estiment que plus de la moitié des ventes seraient accaparées par ses moyens sur les gros évènements,.

### En France
Viagogo a déjà fait l'objet de procès et été condamnée pour ces motifs dans plusieurs pays, dont de nombreuses fois en France plusieurs années de suite,,, ; déjà dès 2011, le festival des Vieilles Charrues fait condamner l'entreprise, le juge considérant alors que « l'attitude de Viagogo constituait manifestement un trouble illicite ». Les pratiques du site ont été également révélées par plusieurs auditeurs d'une émission de radio en 2016.
La répression des fraudes (DGCCRF), lui adresse les mêmes reproches ; Viagogo reçoit alors une injonction à stopper ses « pratiques commerciales trompeuses  en cours »,,,,. Mais après ce rappel à l'attention de Viagogo, la DGCCRF n'a pas « les compétences pour constater les infractions à la loi ».
Plusieurs réactions apparaissent également de la part de différents acteurs de la vie culturelle et sportive tels Les Restos du Cœur, le Hellfest,, Roland-Garros.
Les producteurs de spectacles regroupés sous le PRODISS (Syndicat national du spectacle musical et de variété) déposent plainte, constatant « de très nombreuses offres illicites de billets pour des concerts qu'ils produisent »,. La juriste du syndicat précise par ailleurs que les sites de revente « s'approvisionnent aussi en places grâce à des 'botnets' ou robots qui captent à grande échelle les billets mis en vente sur les sites officiels, laissant encore moins de chance aux fans d'obtenir une place à sa juste valeur ». En parallèle, le syndicat Ekhoscènes dépose également plainte en 2018. 
De plus, depuis 2012 la revente doit obtenir l'accord de l'organisateur et depuis 2019, il reste interdit de revendre une place plus chère que son prix d'achat

### Dans d'autres pays
Viagogo, quatre ans après le début de son activité en Australie, fait l'objet d'un procès dans ce pays « au sujet d'allégations fausses ou trompeuses […] en omettant de divulguer des frais substantiels inclus dans le prix des billets ». Chez le voisin en Nouvelle Zélande, la Commerce Commission (en) porte plainte contre Viagogo.

#### Espace Schengen
Le site de revente se fait rappeler à l'ordre en Angleterre par des membres du gouvernement,. Des poursuites sont engagées après une enquête de l'autorité britannique de la concurrence constatant plusieurs infractions. Début 2018 dans ce pays, l'équipe d'Ed Sheeran négocie avec plusieurs sites internet de revente ; seul Viagogo fait la sourde oreille et les billets ainsi vendus sont invalidés. Vers la même époque, la ministre anglaise Margot James affirme sur la BBC : « ne choisissez pas Viagogo - ce sont les pires », tandis que plusieurs organismes, dont l'Autorité de normalisation publicitaire (ASA), envisagent des poursuites contre Viagogo. L'ASA a reçu 23 plaintes de la part d'organisateurs de concerts.
Viagogo est mis en cause en Suisse auprès de la FRC qui reçoit une plainte par semaine et choisit de saisir la justice,. L'équivalent du PRODISS en Suisse, l'Association suisse des organisateurs de concerts, spectacles et festivals de musique, va plus loin en publiant une liste de sites qui ne sont pas des vendeurs officiels mais des bourses d'échanges : Alltickets, Onlineticketsshop, Worldticketshop, Vienna Ticketoffice, Ticketbande, Ebay, Ricardo et Viagogo. En Espagne, plusieurs intervenants liés au spectacle réagissent également, portant plainte et demandant une loi qui interdit la vente spéculative de billets. Par la suite dans ce pays, des investigations sont engagées à la suite de fraudes constatées lors de la vente de places pour un concert de U2,. Viagogo doit répondre depuis quelques années à des procédures judiciaires en Italie où l'entreprise est finalement condamnée à une amende d'un million d'euros,. En Belgique, Viagogo fait l'objet d'une enquête à la suite de la réception de 500 plaintes par Test-Achats. D'ailleurs dans ce pays, la revente de billets ne peut excéder 10 % de plus que le prix initial. Le festival belge Tomorrowland est également victime de reventes illicites. L'organisation de l’évènement précise que les billets achetés dans des conditions légales sont personnalisés, ne peuvent être revendus et menace d'« annuler » les billets présents sur le second marché. Pourtant, Viagogo estime que la demande sur son site est quatre fois supérieure à l'offre pour ce festival. En Allemagne, Viagogo est interdit par la cour de Hambourg fin 2018 de revente pour tous les concerts de Rammstein dans ce pays, l'organisateur du concert promettant d'annuler les billets revendus par ce biais.

### Dans le football
Afin de ne pas se limiter à la vente entre particuliers, Viagogo établit dès 2006 des partenariats avec des organisations sportives afin d'en devenir un distributeur de tickets officiel. L'un des premiers clubs partenaires est le club de football de Chelsea (dont le contrat avec Viagogo a duré de 2006 à 2014). Viagogo propose aux détenteurs de pass saisonniers de revendre les places des matches auxquels ils ne pourraient pas assister sans avoir besoin de prêter leur carte de membre. Depuis, plusieurs clubs européens dont Manchester City, le Paris Saint-Germain ou l'Olympique lyonnais ont adopté ce processus,.
Les supporters de divers clubs de Bundesliga se sont farouchement opposés à un partenariat de leurs clubs avec Viagogo sous le prétexte qu'un tel accord ferait rapidement monter le prix des billets et des abonnements. Le Hambourg SV et le FC Schalke 04 ont rapidement rompu leur contrat avec Viagogo en affirmant que l'entreprise ne respectait pas ses engagements, et le Bayer Leverkusen a attaqué Viagogo en justice, estimant que la société faisait croire qu'il existait un partenariat avec le club alors qu'il n'en était rien. Le Bayer a gagné le procès et obtenu l'interdiction pour Viagogo de mettre en vente des tickets pour les matches de Leverkusen avant l'ouverture de la billetterie officielle. Le club a également déclaré vouloir protéger l'intérêt des fans en refusant de travailler avec Viagogo malgré une proposition lucrative.
Le football international n'est pas en reste avec Ligue de football professionnel remarquant en 2014 la « vente non autorisée de billets », l'UEFA, ou la FIFA qui porte plainte en Suisse après été informée de « pratiques opaques et trompeuses ».

## Situation légale et judiciaire
Le marché de la revente de billets est devenu de plus en plus réglementé au fil des années, des suites de l'émergence de nombreux acteurs dans le sillage de Viagogo et Stubhub, notamment en Amérique du Nord (États-Unis, Canada). Contrairement au laxisme manifeste des autorités européennes, des lois restrictives, comme celle votée au Québec (loi 25) ou en France, contraignent les sites de revente à ne traiter qu'avec les entreprises. La revente de billets de spectacles en France, sans l'autorisation de l’organisateur, est passible de 15 000 euros d'amende.